# Физическое насилие

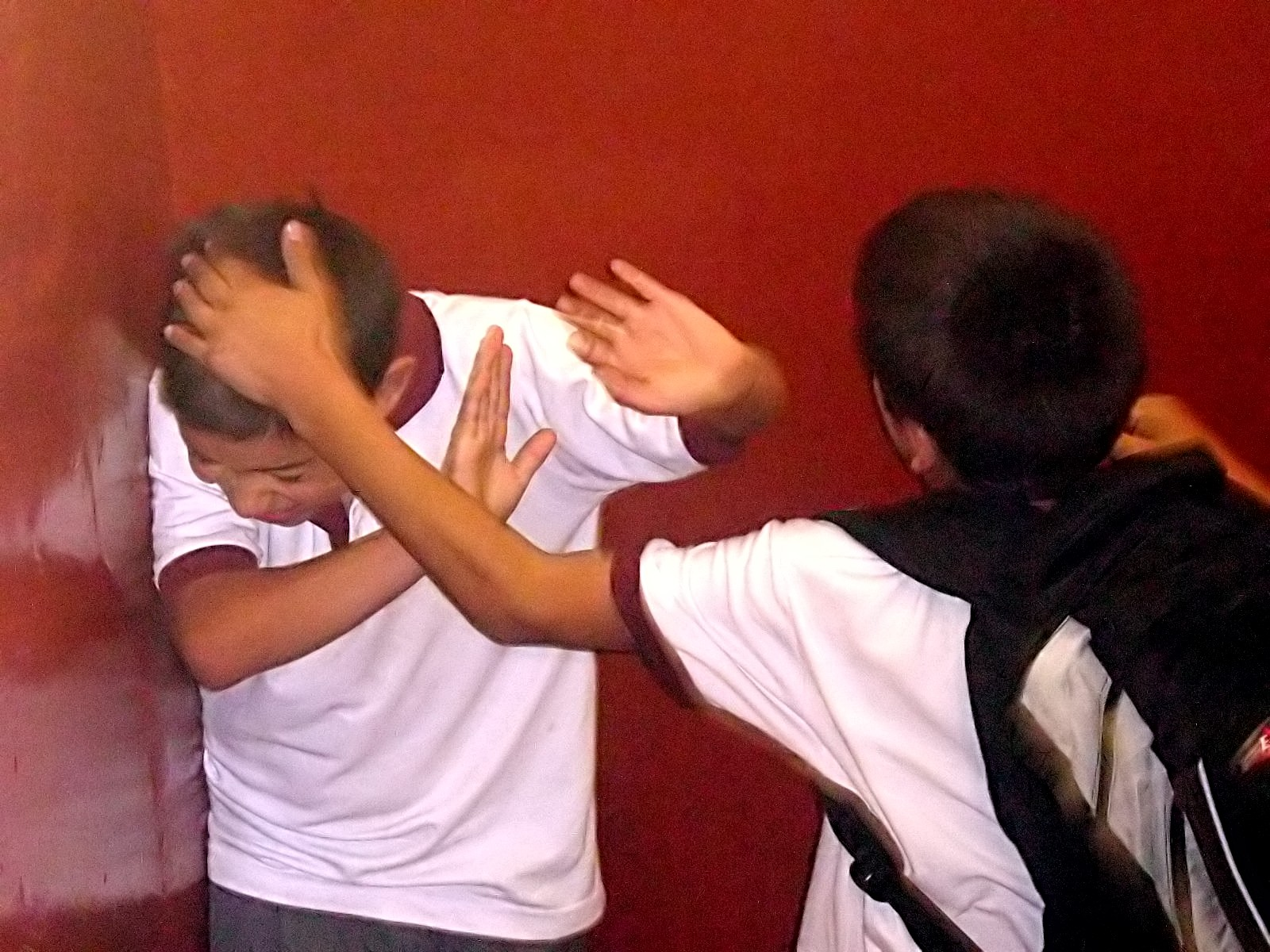

Физическое насилие — это любые действия физического характера, напрямую наносящие ущерб здоровью и благополучию страдающей от этого насилия персоны, совершённые с целью подчинения через боль и или с целью получения садистского удовольствия, приводящие в последствии пострадавшего к физическим и психологическим травмам; а косвенно пострадавших персон, лицезревших и проинформированных о данном насилии, как во время так и после самого акта, к вторичному стрессу и, в последствии, к вторичному травматическому стрессовому расстройству.
В связи с тем, что определение физического насилия разнятся из-за культурных норм, как среди специалистов, так и среди общественного мнения, нет единого, чётко сформулированного определения того, что является физическим насилием.

## Физическое насилие над собой

### Насилие, направленное против собственной жизни и здоровья
Основные статьи: Самоубийство и Самоповреждение
Всемирная организация здравоохранения определяет самоубийства как акт преднамеренного убийства самого себя. ВОЗ также определяет самоповреждение как «прямое и преднамеренное уничтожение или деформация частей тела без сознательного суицидального намерения.». Оба этих способа являются насильственными действиями персоны в отношении себя.
см. также. Виды насилия

## Последствия физического насилия
Как отмечают эксперты, последствия эмоционального насилия существенно не отличаются от последствий физического насилия.

#### Физические последствия
Последствия физического насилия разнятся от человека к человеку в зависимости от восприятия, переживания и чувствительности к насилию, а также, по состоянию здоровья. Но в основном, признаки физического насилия характерны появлению на теле пострадавшего от насилия, физических травм. Таких как: ожоги, рубцы, синяки, ссадины, раны, царапины и переломы.
Физическое насилие вредит как психическому, так и физическому здоровью, и оно напрямую может приводить страдающего от него человека к инвалидности и смерти, как со стороны насильника, как и в последствии насилия или в промежутке временного отрезка, в котором насилие начинается, продолжается и заканчивается; со стороны пострадавшего, в отношении самого себя.

##### Психологические последствия
Психологическими последствиями физического насилия являются ПТСР, депрессия, тревожность, а также вторичное травматическое стрессовое расстройство для косвенных жертв физического насилия.